# Кичака
Кича́ка (санскр. कीचक, IAST: Kīcaka, букв. «бамбук») — герой древнеиндийского эпоса «Махабхарата», брат Судешны (жены правителя царства матсьев Вираты).

Кичака и Драупади

Кичака был главнокомандующим армии матсьев и принадлежал к касте сутов. Он был основной силой Вираты в борьбе со своим злейшим врагом — правителем царства Тригарты Сушарманом. Кичака привлёкся красотой жены Пандавов Драупади и впоследствии был убит Бхимой.